# Karl Harder
Karl Harder (* 15. August 1903 in Essen; † 10. Juni 1978) war ein deutscher Komponist im Schach.

## Schach
Harder lernte mit 14 Jahren das Schachspiel im Selbststudium. 1924 trat er dem Deutschen Arbeiter-Schachbund bei. Er beschäftigte sich vorwiegend mit Schachaufgaben und komponierte solche am liebsten zum Treffpunkt-Motiv, welches auf den Komponisten Arthur Klinke zurückgeht.
Im Jahre 1926 beteiligte er sich am FIDE-Weltturnier für Dreizüger. Hier gewann er den 1. Preis.
|   | a | b | c | d | e | f | g | h |   |
| 8 |   |   |   |   |   |   |   |   | 8 |
| 7 |   |   |   |   |   |   |   |   | 7 |
| 6 |   |   |   |   |   |   |   |   | 6 |
| 5 |   |   |   |   |   |   |   |   | 5 |
| 4 |   |   |   |   |   |   |   |   | 4 |
| 3 |   |   |   |   |   |   |   |   | 3 |
| 2 |   |   |   |   |   |   |   |   | 2 |
| 1 |   |   |   |   |   |   |   |   | 1 |
|   | a | b | c | d | e | f | g | h |   |

Lösung: 1. Da4! 

1. … Td4 2. De8 Sg7 3. Sxd4 matt  

1. … Ld4 2. Dc2 Sd6 3. Sxd4 matt  

1. … Sd4 2. Tg4 Tg7 3. Sxd4 matt  

In allen Varianten wird der Sf5 zum Wegziehen veranlasst, wonach Sxd4 matt setzt.
Von 1930 bis 1933 war Harder verantwortlich für die Schachecke im Ruhr-Echo. Danach legte er eine Pause ein. Erst nach 1970 widmete er sich wieder der Schachkomposition. Insgesamt schuf er mehr als 200 Schachaufgaben.

## Leben
Harder arbeitete zunächst als Hilfsschlosser bei Krupp in Essen. Bei dieser Tätigkeit verlor er 1923 durch einen Unfall sein rechtes Auge. Er wurde arbeitslos. Ab 1935 arbeitete er zunächst als Kranführer und dann in der Lohnbuchhaltung. 1944 zog Harder wegen der Firmenverlagerung nach Bad Langensalza.